# 和地山公園
和地山公園（わじやまこうえん、英: WAJIYAMA Park）は、静岡県浜松市中央区和地山にある公園。
戦前、和地山練兵場があった場所を公園として整備し、1962年に開設された。現在は「株式会社ビルホゼングループ」の「中部ビル保善株式会社」が指定管理者となっている。
また、近隣には静岡大学浜松キャンパスや浜松市立城北図書館、浜松市立北部中学校などの施設がある。

## 概要・歴史
明治時代末期から1966年までは、現在は中田島砂丘で行われている浜松まつりの会場として使用されていた（戦時中は中止されていた）。その会場として使用され始めたのは、1907年に富塚村両追分に兵舎が建設され、歩兵第六十七連隊という陸軍歩兵部隊が浜松に駐屯して来たことがきっかけである。その時の連隊長が浜松の凧揚げに理解が深く、浜松まつりの凧揚げに限り練兵場の使用許可を出したことが始まりであった。当時、凧揚げの会場は年々定まっていなかったが、この頃には和地山公園を会場として統一した。当時の和地山公園の広さは16万5000平方メートルもあり、周囲を森林に囲まれて人家がほとんど無かったことも、凧揚げ会場の条件に適していたとされている。
戦後、戦時中空襲によって大きな被害を受けた市街地を明るく住みよい街にするため、「復興土地区画整理事業」を遂行した際、和地山公園を含む和地山工区が対象の一つとなった。しかし、公園敷地は国有地で換地設計上減歩操作ができないので土地区画整理事業から除外し、国有地を借り受けて公園整備事業で運動公園としての諸整備を行い、1962年4月に供用を開始した。当初の復興計画では旧陸高射砲部隊演習場とその西側および北側の山林斜面を含む工区界までを区域とする公園計画であったが、計画を変更して現在の公園敷地となった。現在は野球場や球技場などのスポーツ施設だけでなく集会場も使用することができるほか、災害時の避難場所となる広域避難場所にも指定されている。

## 施設
- 児童遊園（北西）
- 児童プール
- 野球場（4面）
- 球技場
- 和地山公園集会所
- 自由広場（西南）
- 自由広場（北東）
- 児童遊園（東）

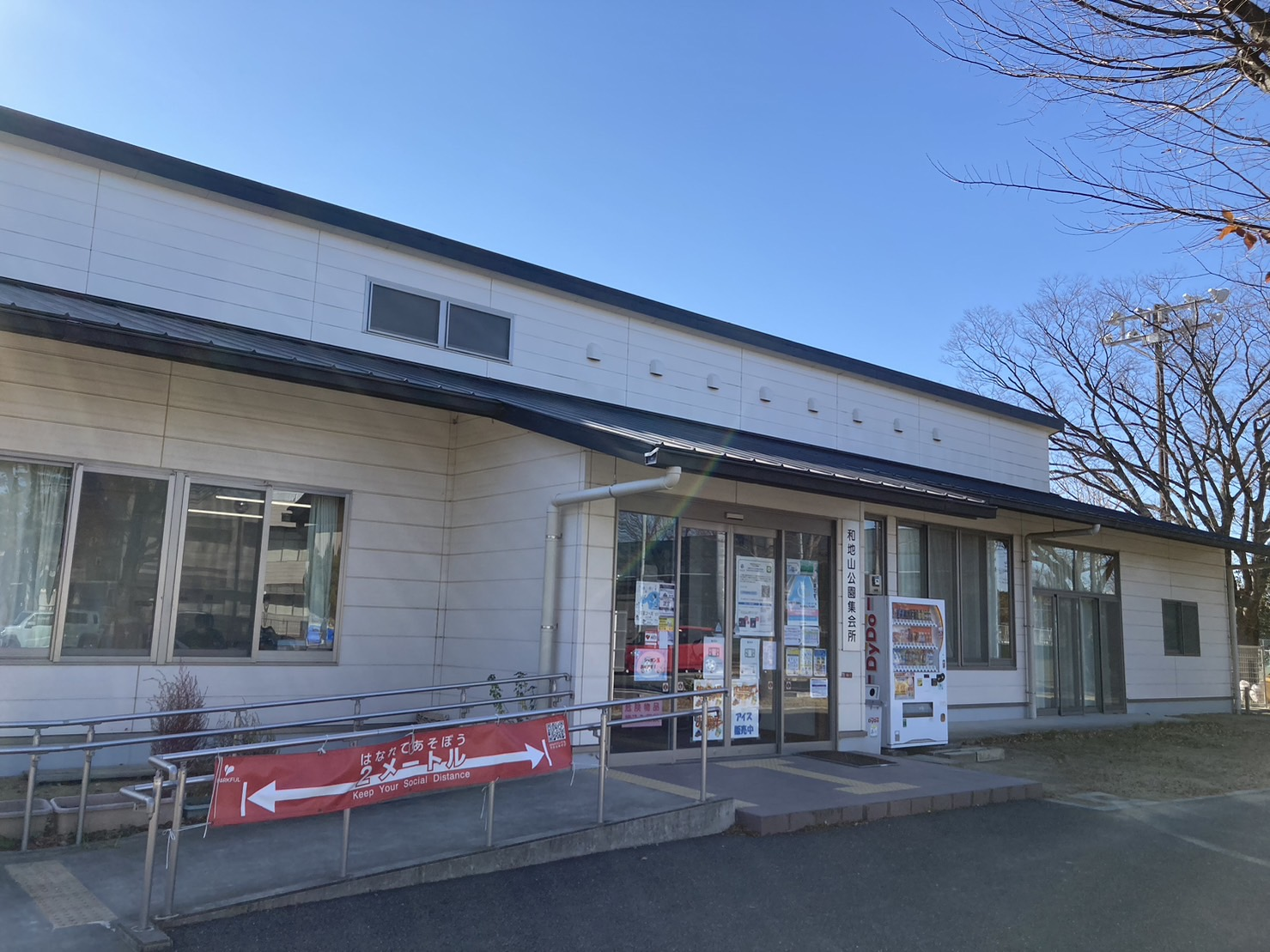
和地山公園集会所

このうち野球場、球技場、集会所（大ホール、小ホール）を使用する際は浜松市スポーツ・文化施設予約システム「まつぼっくり」で予約、もしくは管理棟窓口に申請書の提出が必要となる。なお、集会場は2016年にリニューアルされた。

## 利用状況
球技場は2015年まで読売杯浜松地区の会場として使用されていた。集会場ではフラワーアレンジメントなどのワークショップのほか、会議や講演会が行われている。
また、スポーツ施設は近隣学校の課外活動や部活動の練習場所としても使用されている。夏には小学生以下を対象として、児童プールが無料で解放される。

## アクセス
遠鉄バス40気賀三ヶ日線・41高台線・43引佐線・45奥山線・46・46-テ都田線、47葵町医大線、48和合西山線「和地山」停留所から徒歩約3分。